# Nasinu
Nasinu ist nach der Hauptstadt Suva die zweitgrößte Stadt Fidschis. Sie liegt an der südöstlichen Küste der Hauptinsel Viti Levu in der Provinz Naitasiri der Verwaltungsregion Central Division nordöstlich von Suva. Bei der Volkszählung von 2017 hatte die Stadt 92.043 Einwohner.

## Geschichte
Nasinu entstand zwischen 1996 und 2007 durch Ausgliederung aus der Stadt Suva. Beim Zensus 2007 war Nasinu knapp vor Suva die größte Stadt Fidschis.

## Infrastruktur
Der Hauptcampus der Fiji National University befindet sich in Nasinu.

## Persönlichkeiten
- Jerry Tuwai (* 1989), Rugbyspieler